# Lista de personagens de Nine Teens
Este anexo é uma lista de personagens da telenovela Nine Teens

## Glória Monjane (Lucrécia Paco)
De 39 anos, é uma treinadora. No passado, envolveu-se com um estrangeiro e teve o seu filho roubado por ele, logo após ao parto. Durante 19 anos, Glória viveu sozinha tentando recuperar do seu trauma. Quando jovem, foi a maior nadadora de Moçambique e vê-se agora num novo desafio: treinar jovens para representar o país numa competição Lusófona. O que Glória não esperava era se apaixonar por um miúdo 19 anos mais novo que ela.

## Léo (Jeff Mendes)
De 19 anos. É um rapaz da boa índole mas que foi influenciado pelo meio em que vive e tornou-se dependente de Álcool. É um moçambicano branco que gosta de desporto radical. Léo sempre resistiu aos encantos femininos e vive em busca de um amor verdadeiro. Ao entrar num concurso de Natação, acaba se apaixonando por Glória, uma mulher 19 anos mais velha que ele.

## Linda (Luidimila Comé)
De 19 anos. Inocente, Linda não se preveniu e engravidou de Rick, seu namorado. De uma família rica, Linda sempre faz de tudo para ver o seu namorado feliz. Compra-lhe roupas novas, investe na carreira de músico do rapaz e acabou engravidando. Muito tradicional, a família dela não aceitaria aquela gravidez. Convencida por Rick, Linda entra no concurso a fim de esconder o seu bebé e ganha dinheiro para viver ao lado do seu namorado.

## Rick (Lopes Pereira)
Tem 19 anos. Expõe todo lado de visão errada de masculinidade. Tratando de forma machista o seu namoro com Linda que está, sem querer, grávida. Ele sempre explorou financeiramente a sua namorada e age como um malandro. Precisa de ganhar esta competição para que possa ir a Europa investir na sua carreira de músico. A gravidez não é desejada por ele e fará o possível para convencer a Linda a abortar.

## Clara (Ana Maria Albino)
Tem 19 anos. A vilã acredita no seu lado sensual e acha que pode ter tudo o que ele quer através da luxúria. Clara é uma negra que pinta o seu cabelo de loira e acha-se "branca". Não gosta dos negros e detesta a pobreza. Quando entra no concurso, apaixona-se por Léo - o seu "white" como ela o chama. Se unirá a Rick para tentar acabar com o romance entre Léo e Glória.

## Maria (Júlia Melo)
Tem 19 anos. Seria capaz de qualquer coisa para atingir a fama e sair do seu bairro pobre. Seu sonho é poder aprender a tocar viola e acompanhada do seu irmão Edu aos shows musicais o que mesmo faz em restaurantes da periferia de Maputo.

## Edu (João Gomes)
Tem 19 anos. Irmão adoptivo da Maria. Precisa de comprar remédios para o tratamento da sua mãe. Ex-modelo, Eduardo pressiona a sua irmã Maria para que ele ganhe o concurso, pois, só assim, os dois poderão deixar de ser pobres e ajudar à família. Ao longo da história, irá se apaixonar por Linda e tentará ajudá-la a livrar-se do ganancioso Rick.

## Zara (Lúcia Tumulane)
Tem 19 anos. Acredita ser uma curandeira. Criada no norte de Moçambique, Zara acredita saber fazer magia. Muito atrapalhada, ela criará muitas confusões com as suas ervas "milagrosas".

## Abidu (Átila César)
Tem 19 anos. Muito religioso, espera ainda virgem para encontrar uma parceira afectiva. Muçulmano, Abidu implicará com a aprendiz da curandeira Zara e acabará se apaixonando por ela.

## Tom (Cató Sulemane)
Tem 19 anos. O "sabe-tudo". Estudou em Portugal e não larga o seu inseparável laptop. Vai querer investigar o que existe por trás daquele estranho concurso.

## Emília (Maria Amélia Panguane)
A sócia do Dr. Alfredo (chefe das Olimpíadas Lusófonas que convida Glória para ser treinadora). Vai entrar no centro de estágio disfarçada de governanta mas ela é quem guarda o grande segredo que existe por detrás daquele "falso concurso".